# 科纳尔迪希
科纳尔迪希（Konardihi），是印度西孟加拉邦Barddhaman县的一个城镇。总人口8248（2001年）。

## 人口
该地2001年总人口8248人，其中男性4697人，女性3551人；0—6岁人口892人，其中男445人，女447人；识字率60.67%，其中男性为68.43%，女性为50.41%。